# Seagate Technology
Seagate Technology (vaak aangeduid met Seagate) is een Amerikaanse fabrikant van opslagmedia.

## Beschrijving
Het bedrijf is opgericht in 1979 en gevestigd in Scotts Valley, Californië. Het bedrijf is de oudste zelfstandige fabrikant van harde schijven die heden nog in bedrijf is. De producten worden gebruikt in computers, maar ook in de Xbox van Microsoft, en de audiospelers van bijvoorbeeld Creative.
In mei 2006 nam Seagate branchegenoot Maxtor over.
In april 2011 nam Seagate voor bijna 1,4 miljard dollar de hardeschijvendivisie van Samsung over. De twee partijen sluiten verder een overeenkomst voor de wederzijdse levering van opslagapparatuur. Samsung levert NAND-flashgeheugen voor de opslagapparatuur van Seagate. Samsung wordt door Seagate voorzien van harde schijven voor pc's en laptops.
In 2014 werd het Franse bedrijf LaCie onderdeel van Seagate.

## Producten
- desktop: Barracuda, DiamondMax
- laptop: Momentus, MobileMax
- server: Savvio, Cheetah, Barracuda
- externe schijven: FreeAgent, ProFreeAgent Desktop
- diverse series: DB35, ST1, SV35, LD25.2, EE25, Lyrion, Seagate D.A.V.E.